# نبض القلب (فلم هندي)
نبض القلب (بالهندية: धड़कन) (بالأردية: دھڑکن) (بالإنجليزية: Dhadkan) هو فيلم درامي رومانسي موسيقي هندي باللغة الهندية صدر عام 2000 من إخراج دارميش دارشان وإنتاج راتان جين. الفيلم من بطولة أكشاي كومار وشيلبا شيتي وسونيل شيتي وماهيما تشودري في الأدوار الرئيسية. الفيلم مستوحى من رواية ويذرنغ هايتس، وتدور أحداث الفيلم حول أنجالي وديف اللذين يقعان في حب بعضهما البعض ويخططان للزواج، لكن عائلتها تزوجها من رام. وبعد سنوات، يظهر ديف ليلتقي بأنجالي، لكنها تقع في حب رام. تم تأليف الموسيقى من قبل نديم شرافان.
تم تأجيل عرض الفيلم لمدة أربع سنوات تقريبًا لأسباب مختلفة، وأخيرًا تم إصداره في 11 أغسطس 2000، تزامنًا مع عطلة نهاية الأسبوع بمناسبة عيد الاستقلال. تلقى الفيلم مراجعات إيجابية من النقاد عند إصداره، وحقق نجاحًا تجاريًا كبيرًا في شباك التذاكر، حيث حقق 26 كرور روبية في جميع أنحاء العالم. ظهر ألبوم الموسيقى التصويرية باعتباره ثاني أكثر الألبومات مبيعًا لهذا العام بعد Mohabbatein.
في حفل توزيع جوائز فيلم فير السادس والأربعين، تلقى Dhadkan 8 ترشيحات، بما في ذلك أفضل فيلم وأفضل مخرج (دارشان) وأفضل ممثلة مساعدة (تشودري) وأفضل مخرج موسيقى (نديم-شرافان)، وفاز بجائزتين - أفضل شرير (سونيل شيتي) وأفضل مغنية (ألكا ياجنيك عن "Dil Ne Yeh Kaha Hai Dil Se").

## القصة
دهادكان حوالي أنجالي (شيلبا شيتي)، وهي شابة الذي ينحدر من عائلة غنية للغاية ومؤثرة. والدها السيد شوهان (كيران كومار) هو رجل أعمال مشهور ولديه الكثير من الأحلام لابنته. أنجالي هو في الحب مع ديف (سونيل شيتي) الذي هو سيئة للغاية، وغالبا ما لا يمكن أن تحمل حتى لالملبس نفسه بشكل صحيح. ديف يحب انجالي ويريد أن يتزوجها - حتى انه لديه لتلبية الدها.
عندما يضع أنجالي إلى الأمام إلى والديها على اقتراح الزواج ديف، وقالت انها وبخ ويحصل على رفض صريح. وعلاوة على ذلك، اختارت والديها لها الخاطب الأثرياء من دلهي. لا يريد أن يضر الديها أنجالي يعطي أخيرا في ويتزوج رام (أكشاي كومار) الذين آمنوا والديها ستكون مباراة مثالية بالنسبة لها.
ذاكرة الوصول العشوائي هو رجل من المثل العليا، والذي يعتقد في إعطاء مكانها الصحيح لزوجته وتحترم الحساسيات لها. على الرغم من هذا، وقال انه غير قادر على كسب حب أنجالي للفي البداية، ويظل زواجهما على حافة. ومع ذلك، بعد رؤية الشهامة من قلب زوجها في العفو وقبول لها، وقالت انها تدرك انها سقطت في الحب معه.
أنجالي يقود الحياة من النعيم وتصبح زوجة مثالية. ولكن فجأة، في اجتماعهم الثالث حفل زفاف الذكرى، يعود ديف ويكشف عن نيته في الفوز أنجالي الظهر. ديف هو الآن رجل أعمال ثري، وأنجالي تجد نفسها في مفترق طرق حيث لديها للقتال من أجل زوجها مع حبيبها السابق. أنجالي هو في الحب مع زوجها وليس لديه رغبة في العودة إلى حبيبها السابق. عندما تقول له هذا، انه يحدد لتدمر الأعمال رام. ولكن الحقيقة تنتصر في النهاية عندما أنجالي يقول ديف كانت حاملا مع طفل رام. ديف يدرك حماقته ويقرر أن يتزوج صديقه وشريك تجاري شيتال فارما (ماهيما تشودري) الذي أحبوه سرا لفترة طويلة.

## الممثلين
- سونيل شيتي بدور ديف تشوبرا
- أكشاي كومار بدور رام فيرما
- شيلبا شيتي بدور أنجالي تشوهان فيرما، زوجة رام.
- مهيما شودري في دور شيتال فيرما
- سوشما سيث بدور فيبا فيرما
- بارميت سيثي بدور بوبي "بوب" فيرما
- مانجيت كولار بدور نيكي
- نسيم موكري في دور السيدة مالهوترا
- كيران كومار بدور والد أنجالي
- أنجانا ممتاز بدور والدة أنجالي
- نيراج فورا بدور بابان ميان
- شارميلا طاغور بدور والدة ديف
- أنوبام خير بدور ديجفيجاي فيرما
- قادر خان بدور بانديت هاريهاران في أغنية "Dulhe Ka Sehra"

## الموسيقى
موسيقى الألبوم من تأليف الثنائي نديم شرافان على مدار ثلاث سنوات. تم تأليف أغنية "Dulhe Ka Sehra" التي غنتها نصرت فتح علي خان عام 1997. كما تم تسجيل الأغاني الأخرى في 1997-1998 باستثناء أغنية "Tum Dil Ki Dhadkan Mein" التي تم تسجيلها عام 2000 في لندن. أغنية "Dil Ne Yeh Kaha Hai Dil Se" مأخوذة من أغنية المغني السعودي عبد المجيد عبد الله "Ahabak Leh" من ألبوم الراهب والتي غناها عام 1995. "Dil Ne Yeh Kaha Hai Dil Se" و"Tum Dil Ki Dhadkan Mein" "أصبحت مقطوعات حب أسطورية و"Dulhe Ka Sehra" أغنية زفاف مشهورة حتى الآن. الأغاني الناجحة الأخرى هي "Aksar Is Duniya Mein" و "Na Na Karte Pyaar". تم نسخ أغنية "أكسر دنيا مين" من الأغنية اللبنانية "عطشانة" التي غنتها نزوى كرم في عام 1999. احتل الألبوم المركز الثاني في قوائم الموسيقى السنوية. وفقًا لموقع التجارة الهندي Box Office India، فقد حقق حوالي 4.5 مليون مشاهدة. تم بيع وحدات من الألبوم مما جعله ثاني أعلى ألبوم مبيعًا لهذا العام بعد ألبوم Mohabbatein. احتلت الموسيقى التصويرية المرتبة 73 في قائمة "أعظم 100 موسيقى تصويرية لبوليوود على الإطلاق"، كما جمعتها Planet Bollywood
| #  | عنوان                                    | المدة |
| -- | ---------------------------------------- | ----- |
| 1. | "Dil Ne Yeh Kaha Hain Dil Se"            | 7:06  |
| 2. | "Tum Dil Ki Dhadkan Mein"                | 5:51  |
| 3. | "Dulhe Ka Sehra" (male version)          | 8:32  |
| 4. | "Dil Ne Yeh Kaha Hain Dil Se 2"          | 5:47  |
| 5. | "Tum Dil Ki Dhadkan Mein" (sad version)  | 5:14  |
| 6. | "Na Na Karte Pyar"                       | 6:36  |
| 7. | "Aksar Is Duniya Mein"                   | 5:42  |
| 8. | "Tum Dil Ki Dhadkan Mein" (instrumental) | 5:52  |
| 9. | "Dulhe Ka Sehra" (female version)        | 8:33  |

## روابط خارجية
- مقالات تستعمل روابط فنية بلا صلة مع ويكي بيانات